# 斯唐厄
斯唐厄是挪威内陆郡的市鎮，位於該國東南部米約薩湖東岸，面積724平方公里，2004年人口18,288，人口密度為每平方公里29人。

## 外部連結
- Municipal fact sheet from Statistics Norway
- Municipal website （页面存档备份，存于） （挪威文）